# AWK
Awk — це мова програмування, призначена для сканування та обробки зразків. Основним застосуванням мови Awk є обробка текстових документів. Вона гарно пристосована до малих проєктів, в яких необхідне форматування та обробка текстової інформації, і має деякі властивості, корисні для роботи з базами даних. Її основні функції обробки текстів вийшли з сімейства інструментів, подібних до grep операційної системи Юнікс.
AWK розроблений у 1970-х роках і не зазнав значних змін з середини 1980-х років, в яких був визначений основний кістяк мови, що дало змогу протягом останніх десятиріч зберегти первісну стабільність і простоту мови. Незважаючи на похилий вік, AWK досі активно використовується адміністраторами для виконання рутинних робіт, пов'язаних з парсингом різного роду текстових файлів і генерації нескладної статистики.

## Структура програми на AWK
«AWK — мова для обробки файлів тексту. Файл розглядається як послідовність записів, і без обумовлення кожен рядок є записом. Кожен рядок розбивається на послідовність полів, тому можна говорити про перше слово у рядку як перше поле, друге слово — друге поле і т. д.. Програма на AWK є послідовністю тверджень типу шаблон-дія. AWK читає по одному рядку за раз. Рядок сканується на відповідність кожному шаблону в програмі, і у разі збігу виконується відповідна дія.» — Альфред Ахо

Програма на AWK — послідовність пар типу шаблон-дія, що записуються як:
```
умова
 { 
дія
 }
```

де умова зазвичай є виразом, а дія — послідовністю команд.
Вхідні дані розділяються на записи, які без обумовлення розділяються символом нового рядка, у такий спосіб вхідні дані поділяються на рядки. Програма по черзі тестує кожен запис на відповідність кожній з умов і виконує дії, де вирази істинні.
Крім таких простих умов, як, наприклад, foo == 1 або /^foo/, умова може називатися BEGIN або END, що відповідає виконанню перед початком читання записів і після закінчення обробки, відповідно.
Дія може складатися з послідовності операторів, що розділяється крапкою з комою, переведенням рядка або закриттям дужки.

## Приклади програм

### Hello World
Звичайна програма Hello World, написана на AWK:
```
BEGIN { print "Hello, world!" }
```

Потрібно звернути увагу, що тут не потрібно явного оператора виходу exit, тому що єдиним шаблоном є BEGIN; не здійснюється також обробка аргументів командного рядка.

### Вивести всі рядки з довжиною понад 80 символів
Вивести всі рядки з довжиною понад 80 символів. Зауважте, що дію не вказано явно, тож виконується дія за замовчуванням — виведення поточного рядка.
```
length($0) > 80
```

### Вивести певні колонки кожного рядка
Колонки розділені пробілами. $5 — п'ята колонка.
```
ls -l | awk '{print $5, $9}'
```